# Persone di nome Kjell
| Questa pagina contiene informazioni ricavate automaticamente dalle voci biografiche con l'ausilio del template Bio e di un bot. L'aggiornamento è periodico e automatico e ricostruisce completamente la pagina. Se manca una persona in questa lista, sei pregato di non aggiungerla, ma accertati piuttosto che la sua voce biografica contenga il template Bio e che i dati anagrafici siano correttamente compilati. Se il template Bio manca, inseriscilo tu stesso o, in alternativa, metti l'avviso {{tmp\|Bio}} che ne segnala la mancanza. Se i dati riportati sono sbagliati, correggi direttamente la voce biografica; le modifiche saranno visibili in questa lista entro pochi giorni. Per chiarimenti vedi il progetto antroponimi. La lista contiene solo le 60 persone che sono citate nell'enciclopedia e per le quali è stato implementato correttamente il template Bio. Pagina aggiornata al 16 ott 2024. |

Questa è una lista di persone presenti nell'enciclopedia che hanno il prenome Kjell, suddivise per attività principale.

## Allenatori di calcio(4)
- Kjell Jonevret, allenatore di calcio e calciatore svedese (Stoccolma, n. 1962)
- Kjell Inge Olsen, allenatore di calcio norvegese (n. 1961)
- Kjell Schou-Andreassen, allenatore di calcio e calciatore norvegese (Stavanger, n. 1940 - † 1997)
- Kjell Tennfjord, allenatore di calcio e dirigente sportivo norvegese (n. 1953)

## Allenatori di hockey su ghiaccio(1)
- Kjell Lindqvist, allenatore di hockey su ghiaccio svedese (Skellefteå, n. 1966)

## Astisti(1)
- Kjell Isaksson, ex astista svedese (Härnösand, n. 1948)

## Astronauti(1)
- Kjell Lindgren, astronauta statunitense (Taipei, n. 1973)

## Attori(1)
- Johannes Bah Kuhnke, attore e cantante svedese (Strömsund, n. 1972)

## Biatleti(2)
- Magnus Jonsson, biatleta svedese (Sollefteå, n. 1982)
- Kjell Søbak, ex biatleta norvegese (Bodø, n. 1957)

## Bobbisti(1)
- Kjell Holmström, bobbista svedese (Skellefteå, n. 1916 - Stoccolma, † 1999)

## Calciatori(21)
- Kjell Andreassen, calciatore norvegese (n. 1940 - † 2022)
- Dennis Collander, calciatore svedese (Västerås, n. 2002)
- Kjell Eeg, calciatore norvegese (n. 1910 - † 1991)
- Pär Ericsson, ex calciatore svedese (Karlstad, n. 1988)
- Kjell Hestvik, ex calciatore norvegese (n. 1946)
- Kjell Hvidsand, calciatore norvegese (n. 1941 - † 2014)
- Kjell Iversen, ex calciatore norvegese (Egersund, n. 1959)
- Kjell Roar Kaasa, ex calciatore e dirigente sportivo norvegese (Telemark, n. 1966)
- Kjell Kaspersen, ex calciatore norvegese (Oslo, n. 1939)
- Kjell Kristiansen, calciatore norvegese (Asker, n. 1925 - † 1999)
- Kjell Moe, calciatore norvegese (Fredrikstad, n. 1909 - † 1999)
- Kjell Olofsson, ex calciatore svedese (Göteborg, n. 1965)
- Kjell Øyasæter, ex calciatore norvegese (Orkdal, n. 1950)
- Kjell Rune Pedersen, ex calciatore norvegese (n. 1957)
- Kjell Pettersen, calciatore norvegese (n. 1912 - † 1967)
- Kjell Rosén, calciatore svedese (Malmö, n. 1921 - Bunkeflostrand, † 1999)
- Kjell Saga, calciatore norvegese (n. 1932 - † 2022)
- Kjell Scherpen, calciatore olandese (Emmen, n. 2000)
- Kjell Rune Sellin, calciatore norvegese (Trondheim, n. 1989)
- Victor Sköld, calciatore svedese (Kalmar, n. 1989)
- Kjell Wangen, calciatore norvegese (Oslo, n. 1942 - Oslo, † 2019)

## Cestisti(2)
- Kjell Gunnå, ex cestista svedese (n. 1947)
- Kjell Rannelid, ex cestista svedese (n. 1945)

## Ciclisti su strada(1)
- Kjell Rodian, ciclista su strada danese (Frederiksberg, n. 1942 - Copenaghen, † 2007)

## Culturisti(1)
- Kjell Nilsson, ex culturista, ex sollevatore e attore svedese (Göteborg, n. 1949)

## Dirigenti sportivi(1)
- Kjell Carlström, dirigente sportivo e ex ciclista su strada finlandese (Porvoo, n. 1976)

## Generali(1)
- Kjell Eugenio Laugerud García, generale e politico guatemalteco (n. 1930 - † 2009)

## Giocatori di calcio a 5(1)
- Kjell Ytterdahl, giocatore di calcio a 5 e calciatore norvegese (Oslo, n. 1958)

## Giocatori di curling(2)
- Kjell Berg, giocatore di curling norvegese (n. 1962)
- Christoffer Sundgren, giocatore di curling svedese (Sveg, n. 1989)

## Hockeisti su ghiaccio(1)
- Kjell Svensson, hockeista su ghiaccio svedese (Södertälje, n. 1938)

## Imprenditori(1)
- Kjell Inge Røkke, imprenditore norvegese (Molde, n. 1958)

## Parolieri(1)
- Jörgen Elofsson, paroliere e compositore svedese (Ängelholm, n. 1962)

## Pattinatori di velocità su ghiaccio(2)
- Kjell Bäckman, pattinatore di velocità su ghiaccio svedese (Göteborg, n. 1934 - Göteborg, † 2019)
- Kjell Storelid, ex pattinatore di velocità su ghiaccio norvegese (Stord, n. 1970)

## Pesisti(1)
- Kjell Ove Hauge, ex pesista e discobolo norvegese (Sandane, n. 1969)

## Poeti(1)
- Kjell Aukrust, poeta e scrittore norvegese (n. 1920 - Alvdal, † 2002)

## Politici(2)
- Kjell Magne Bondevik, politico norvegese (Molde, n. 1947)
- Stefan Löfven, politico svedese (Stoccolma, n. 1957)

## Registi(1)
- Kjell Grede, regista svedese (Stoccolma, n. 1936 - Tystberga, † 2017)

## Sciatori alpini(1)
- Kjell Waløen, ex sciatore alpino norvegese (n. 1960)

## Scrittori(6)
- Kjell Askildsen, scrittore norvegese (Mandal, n. 1929 - † 2021)
- Kjell Ola Dahl, scrittore e sceneggiatore norvegese (Gjøvik, n. 1958)
- Kjell Eriksson, scrittore, politico e sindacalista svedese (Uppsala, n. 1953)
- Kjell Espmark, scrittore e storico della letteratura svedese (Strömsund, n. 1930 - † 2022)
- Kjell Hallbing, scrittore norvegese (Bærum, n. 1934 - Tønsberg, † 2004)
- Kjell Westö, scrittore e giornalista finlandese (Helsinki, n. 1961)

## Tennistavolisti(1)
- Kjell Johansson, tennistavolista svedese (Eskilstuna, n. 1946 - Eksjö, † 2011)

## Tennisti(1)
- Kjell Johansson, ex tennista svedese (Dalsjöfors, n. 1951)